# Charles Ward
Charles Ward, född 10 juli 1877, död 30 december 1921, var en engelsk mottagare av Viktoriakorset, den högsta och mest förnäma belöningen för uppvisad tapperhet i strid mot fienden som kan ges till en medlem av Samväldets styrkor.